# Тыган-Уркан
Тыган-Уркан — упразднённая метеостанция (тип населённого пункта) в Тындинском районе Амурской области России. Исключена из учётных данных в 1977 году.

## География
Метеостанция располагалась на левом берегу реки Таганка (приток Уркана), на расстоянии примерно 22 километра (по прямой) к юго-востоку от села Уркан.

## История
По некоторым сведениям метеостанция организована в 1909 году.
Решением Амурского исполкома от 30 декабря 1977 года № 522, метеостанция Тыган-Уркан исключена из учётных данных как населённый пункт служебного значения.